# Strandvaskare
En strandvaskare eller strandgast är inom folktron en drunknad person som går igen. Till dessa hörde döda sjömän som aldrig blivit hittade eller flutit i land och därför ej heller fått en kristen begravning. När det stormade kunde man höra deras osaliga andar gasta utifrån havet.